# Harald Widing
Harald Ragnar Widing, född 17 juli 1903 i Karlstad, död 11 september 1984, var en svensk målare, tecknare och grafiker.
Han var son till åkaren Clas Widing och Augusta Olsdotter och från 1944 gift med Greta Alexandra Jonsson. Widing arbetade först som yrkesmålare inom dekorations- och reklambranschen 1922–1930 och bedrev sitt konstnärskap som en bisyssla. Widing var som konstnär huvudsakligen autodidakt men bedrev sporadiska studier vid olika målarskolor under sina studieresor till Tyskland 1923–1924, Frankrike 1937–1939, Italien, Grekland och Spanien. Han tillhörde från starten 1940-talets konstnärsgruppen De Unga. Separat ställde han ut i Karlstad 1939 och på De ungas salong i Stockholm 1941. Tillsammans med Pelle Åberg och Helge Frender ställde han ut i Eskilstuna 1941 och med Karl-Göte Andersson ställde han ut i Borås samt med Ulf Johansson och David Wretling på Lorensbergs konstsalong i Göteborg samt med Gunnel Frisell och Erik G:son Hallström i Karlskoga 1950. Han medverkade regelbundet i samlingsutställningar med Sveriges allmänna konstförening i Stockholm sedan 1936 och flera av Värmlands konstförenings utställningar sedan 1937 samt som medlen i Konstnärsgruppen De Unga runt om i landet. Hans konst består av stilleben, figurer, flickporträtt, nakenstudier, hamnpartier från Korfu, landskap från Santorini och disiga kustmotiv från Fårö.
Han tilldelades Värmlands konstförenings resestipendium 1952 och Karlstads kommuns kulturstipendium till Gustaf Frödings minne 1971. Widing är representerad vid Norrköpings Konstmuseum, Hälsinglands museum och Värmlands museum.